# كمال حنا بطحيش
كمال حنا بطحيش (26 ديسمبر 1931، حيفا - )هو أسقف مساعد سابق في بطريركية القدس للاتين منذ عام 1993 إلى تقاعده في 2007.

## حياته
وُلد كمال حنا بطحيش في 26 ديسمبر 1931 في الناصرة بفلسطين و درس في المعهد الإكليريكي في بيت جالا منذ 3 أكتوبر 1943 إلى أن نال درجة الكهنوت في 29 يونيو 1955 من البطريرك ألبرتو جوري ر. ف. في كنيسة يسوع الشاب للسالزيان في الناصرة. حصل على البكالوريوس في العلوم الاجتماعية في 7 أغسطس 1964. و في 29 يونيو 1988 عين نائبًا بطريركيًا في القدس.
و في 29 أبريل 1993 صار أسقفًا مساعدًا للقدس في بطريركية القدس للاتين و أسقفًا فخريًا لأوروسوليانة (مدينة تاريخية تقع في ولاية منوبة، تونس) و كرسه البطريرك ميشيل صباح في 3 يوليو 1993 في كنيسة القيامة و شارك في تكريسه الأسقفان سليم صايغ و جويرينو دومينيك بيكي. و عُين أسقفًا فخريًا لأريحا في 29 أكتوبر 1994. تقاعد كمال بطحيش في 9 يونيو 2007.